# Soh Sakabe
Soh Sakabe (jap. 阪部 創 Sakabe Soh; ur. 19 października 1993) – japoński zapaśnik walczący w stylu klasycznym. Zajął dziewiąte miejsce na mistrzostwach świata w 2016.
Ósmy na mistrzostwach Azji w 2021 i 2025. Brązowy medalista akademickich MŚ w 2014. Trzecia na mistrzostwach Azji juniorów w 2013 roku.